# Tremarctos ornatus
O urso-de-óculos (Tremarctos ornatus), também conhecido como jukumari, urso-andino ou urso-de-lunetas constitui a única espécie vivente de urso nativa da América do Sul e é o único membro vivente da subfamília Temarctinae. Os parentes mais próximos do urso-de-óculos são o extinto urso-de-óculos-da-flórida (também do gênero Tremarctos) e os gigantes ursos-de-face-curta do Pleistoceno Médio. A espécie é classificada como uma vulnerável pela UICN, sendo ameaçada principalmente pela destruição e fragmentação de seu habitat.

## Nomenclatura e etimologia
O nome popular urso-de-óculos (spectacled bear, em inglês) faz referência à coloração clara em sua face, peito, pescoço, a qual pode ou não ter o formato de óculos. É chamado menos comumente de urso-andino, devido a sua distribuição ao longo dos Andes. Localmente também é conhecido como Jukumari (Aymara), Ukumari ou Ukuku (Quechua).
Seu nome científico Trema, do grego, ''buraco'' (uma referência a um buraco incomum no úmero do animal) + Arctos, também do grego, ''urso''. Ornatus, no entanto, é proveniente do latim e significa ''decorado'', em homenagem a suas manchas, que lhe dão o formato característico de óculos.

## Descrição

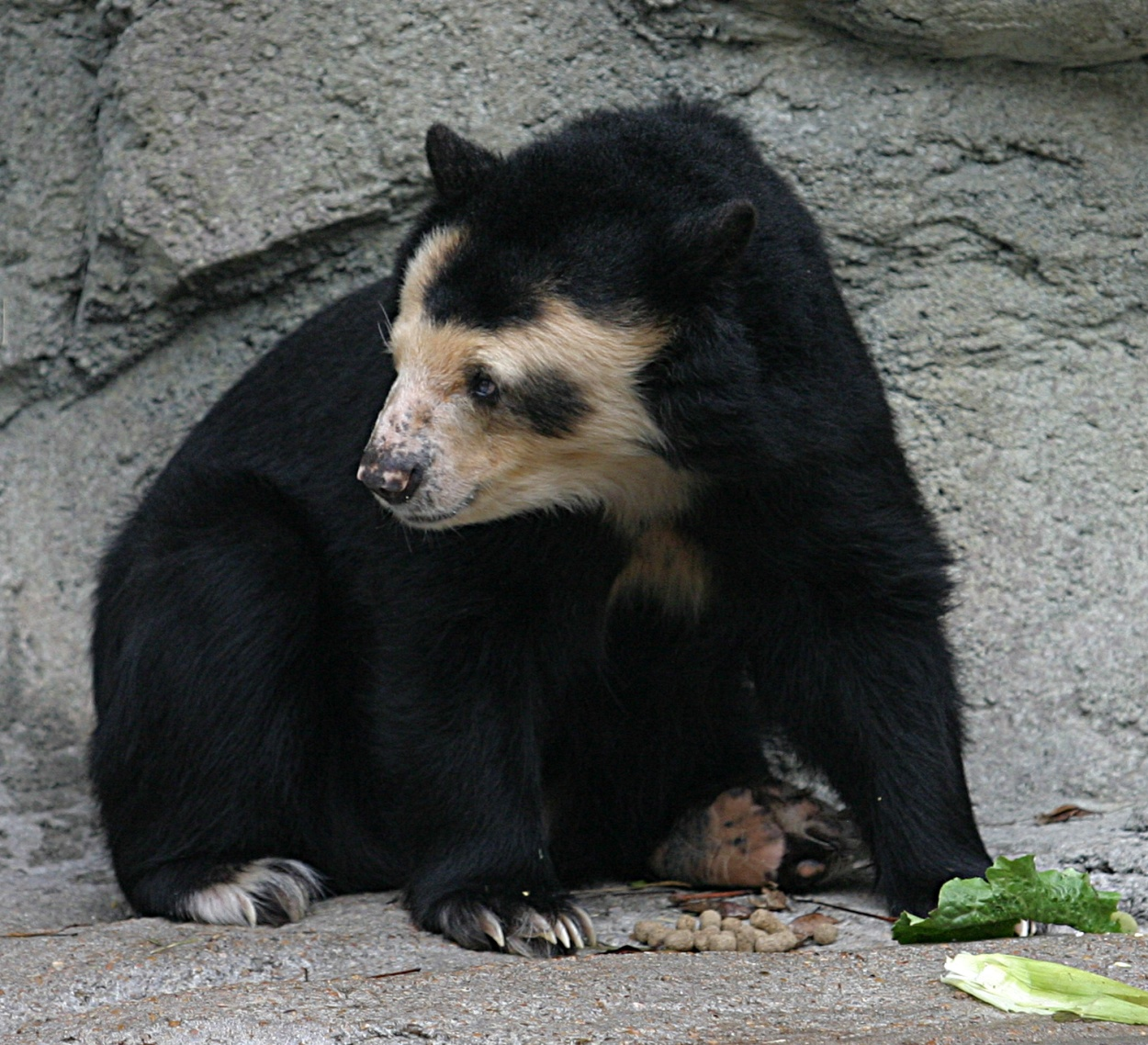
urso de óculos em cativeiro

O urso-de-óculos é o único urso nativo da América do sul e é tecnicamente o maior carnívoro terrestre desta parte do continente, embora apenas 5% de sua dieta seja constituída de carne. O maior carnívoro terrestre sul-americano de fato é a onça-pintada. Entre os animais terrestres nativos da Américado Sul, somente a anta-de-baird e a anta-brasileira são maiores que esta espécie. O urso-de-óculos é um urso de tamanho médio. Em geral, seu pelo é de cor negra, mas pode variar de marrom escuro a uma tonalidade avermelhada. A espécie normalmente possui marcações de bege ou branco em sua face e tórax, e, embora nem todos os ursos-de-óculos possuam óculos, o padrão e a extensão das marcas pálidas são únicos para cada indivíduo e os ursos podem ser facilmente distinguidos por isso. Os machos são cerca de um terço maiores que as fêmeas e podem ser até duas vezes mais pesados. Os indivíduos do sexo masculino podem pesar de 100 a 200 kg, enquanto que as fêmeas pesam de 35 a 82 kg. O comprimento total pode variar de 120 a 200 cm, embora a maioria dos machos adultos seja registrada com comprimentos superiores a 150 cm. A cauda tem apenas 7 cm e a altura no ombro é de 60 a 90 cm. Em comparação com outras espécies de ursos, o urso de óculos possui um focinho mais curto e largo Em algumas espécies extintas da subfamília Tremarctinae, essa estrutura facial caracteriza uma adaptação a uma dieta carnívora, apesar das preferências dietéticas herbívoras dos ursos-de-óculos modernos.

## Distribuição geográfica e habitat
Apesar de alguns raros avistamentos a leste do Panamá, os ursos-de-óculos são restritos a certas áreas do norte e oeste da América do Sul, sendo encontrado no oeste da Venezuela, na Colômbia, no Equador, no Peru, no oeste da Bolívia e no noroeste da Argentina. A espécie está presente quaseem toda a Cordilheira dos Andes. Antes de as populações serem fragmentadas durante os últimos 500 anos, a espécie tinha a reputação de ser adaptável, uma vez que era encontrada em uma ampla variedade de habitats e altitudes ao longo de sua distribuição, incluindo florestas e pastagens de altitude, florestas secas e desertos. Uma única população de ursos-de-óculos no Equador e no Peru habitava uma variedade de habitats equivalente à que o urso pardo habita no mundo. Os melhores habitats para os ursos-de-óculos são florestas úmidas de montanha. Essas florestas normalmente ocupam uma faixa de elevação de 500 a 1000 m entre 1000 e 2700 dependendo da altitude. Geralmente, quanto mais úmidas essas florestas, melhor para os ursos-d-óculos. Ocasionalmente, eles podem viver em altitudes tão baixas quanto 250 m, mas geralmente não são encontrados abaixo de 1900 m nos contrafortes.

## Dieta e comportamento

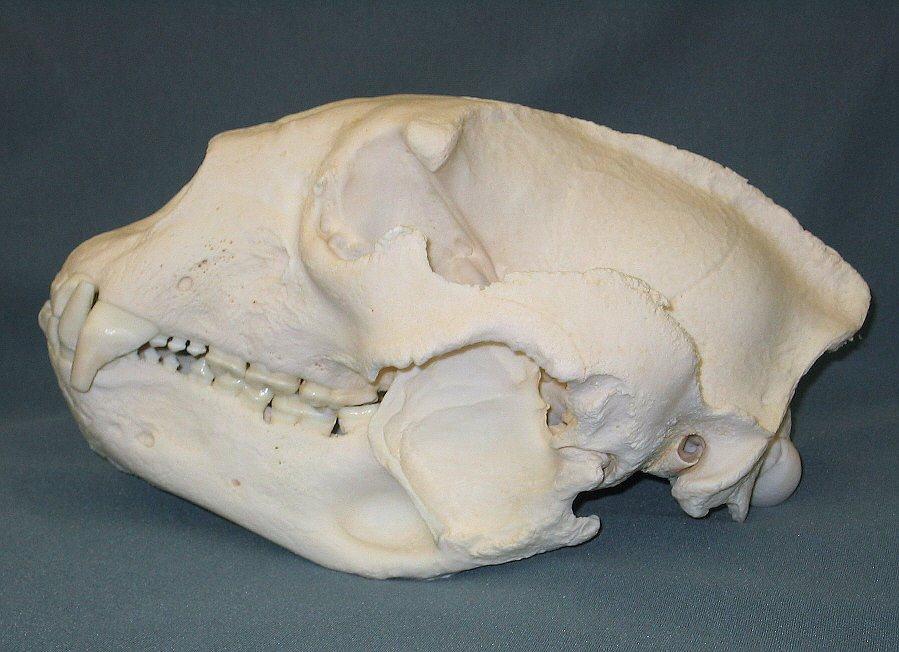
crânio de um urso de óculos

O urso-de-óculos é uma das quatros espécies de ursos existentes habitualmente arbóreas, junto como o urso-negro-americano, o urso-negro-asiático e o urso-malaio. Nas florestas andinas, os ursos-de-óculos podem ser ativos tanto durante o dia quanto durante a noite, mas nos desertos peruanos são relatadas atividades principalmente diurnas. Sua sobrevivência próxima a humanos depende principalmente de sua habilidade de escalar árvores altas, e eles geralmente costumam se retirar na presença de pessoas, muitas vezes procurando refúgio em cima das árvores. Uma vez em cima de uma árvore, eles podem construir ninhos, talvez para ajudar na ocultação, bem como para descansar ou guardar alimento. Embora os ursos-de-óculos sejam solitários e se isolem uns dos outros, já foram registrados se alimentando em grupos pequenos em fontes abundantes de alimento. Os machos têm um território médio de 23 quilômetros, e as fêmeas, de 10 quilômetros. Geralmente quando encontrados por seres humanos, eles reagem de maneira dócil, mas cautelosa, a menos que o intruso seja visto como uma ameaça ou que uma mãe veja a pessoa como um perigo em potencial para os seus filhotes. Há registro de apenas uma morte humana relatada, consequência de um ataque de urso-de-óculos, que ocorreu durante uma caçada. Os únicos predadores de filhotes incluem pumas e possivelmente ursos-de-óculos machos. Os ursos parecem evitar as onças-pintadas, mas estas têm preferência por habitats consideravelmente diferentes, e normalmente ursos e onças não se encontram. Geralmente a única ameaça para um urso adulto é o ser humano. Eles podem viver por até 36 anos em cativeiro; na natureza sua expectativa de vida não foi estudada, mas se acredita que possam viver até 20 anos ou mais.

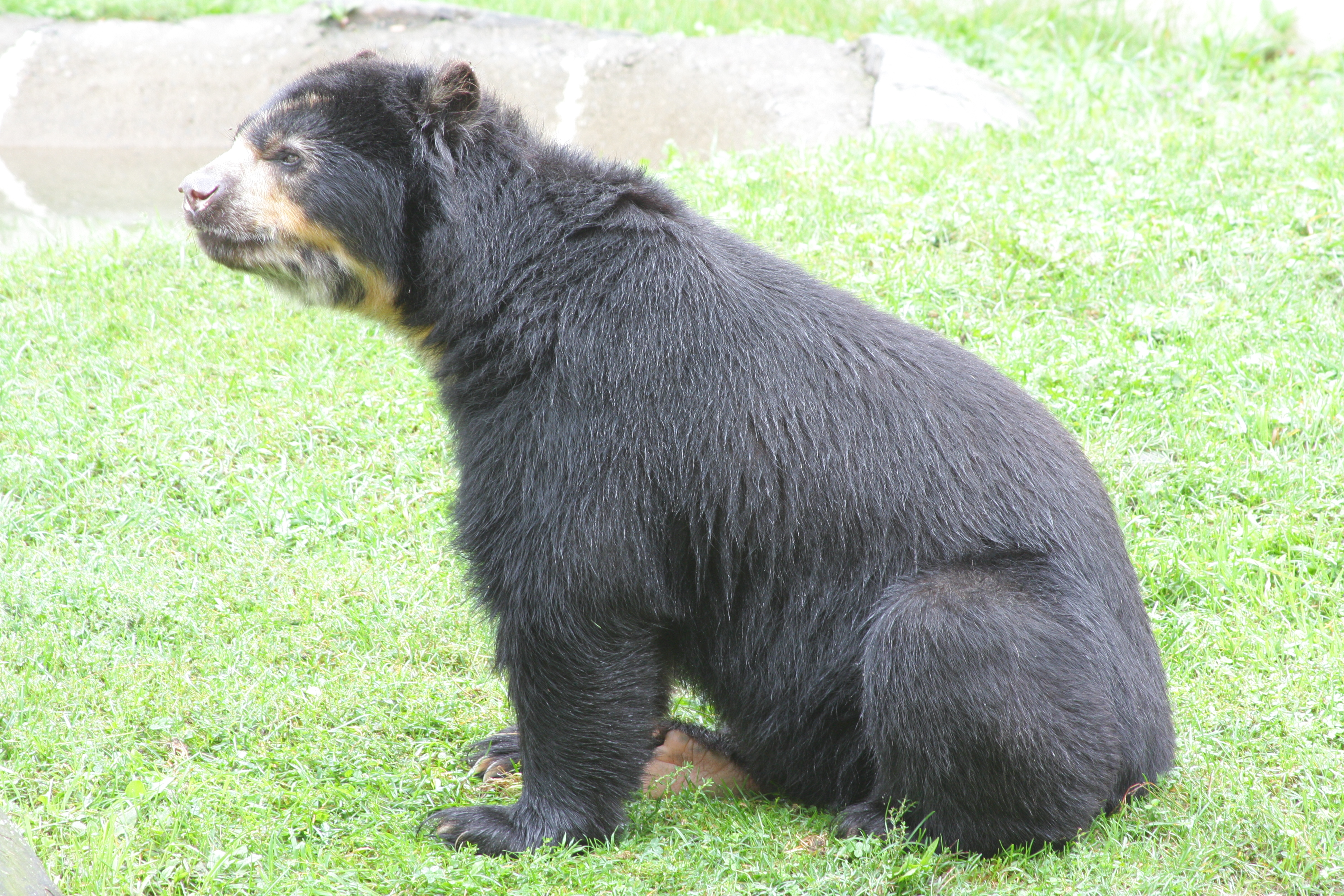
indivíduo em um zoológico nos EUA

Os ursos-de-óculos são mais herbívoros que a maioria dos ursos; normalmente apenas 5 a 7% de sua dieta é constituída de carne. Os alimentos mais comuns para os ursos incluem cactos, bromélias, nozes de palmeira, bambu, orquídeas, frutas e folhas de palmeiras não abertas. Eles também arrancam a casca de árvores para comer as nutritivas larvas de insetos. Grande parte dessa vegetação é muito difícil de abrir ou digerir para a maioria dos animais, e o urso-de-óculos é uma das poucas espécies que exploram essas fontes de alimento. O urso-de-óculos possui os maiores músculos mandibulares zigomáticos em relação ao tamanho corporal dentre qualquer urso vivo, superando ligeiramente o tamanho relativo da morfologia do panda-gigante. Não coincidentemente, ambas as espécies são conhecidas por consumirem plantas fibrosas e resistentes. Ao contrário dos outros ursos que possuem um pré-molar mais bem desenvolvido, uma adaptação para cortar carne, o quarto pré-molar dos ursos-de-óculos possui três cavidades de polpas, e não duas. As características da musculatura e dentes do urso-de-óculos são próprias para moer e esmagar vegetação. Depois do panda, o urso-de-óculos é a espécie de urso mais herbívora, comendo também plantas cultivadas, como milho e cana de açúcar. Quando os alimentos são abundantes, até nove ursos podem ser vistos alimentando-se juntos. Eles geralmente não exercem predação sobre outros animais, no entanto podem caçar veados adultos, lhamas, gado doméstico, cavalos, ratos, coelhos, pássaros e coletar ovos, artrópodes e carniça. Um urso andino selvagem no Peru foi pego comendo terra ou argila e canibalizando um filhote de urso morto.
Eles ocasionalmente são acusados de matar o gado e de destruir plantações de milho, o que faz com que sejam perseguidos por fazendeiros e mortos sempre que são vistos.

## Reprodução
O acasalamento pode ocorrer em quase qualquer época do ano, mas normalmente atinge seu pico entre os meses de abril e junho, no início da estação úmida, durante a época do amadurecimento das frutas. O casal pode permanecer junto por duas semanas, e acasalar várias vezes. O nascimento normalmente ocorre entre dezembro e fevereiro, na estação seca. O período de gestação é de 5,5 a 8,5 meses, e normalmente nascem de um a três filhotes, que pesam cerca de 300 a 330 gramas cada. Embora essa espécie não dê à luz em cavernas, como as outras, o nascimento normalmente acontece em uma pequena toca e a fêmea espera até que os filhotes tenham idade suficiente para acompanhá-la para deixar a toca. O filhote geralmente permanece com a mãe por um ano, antes de se separar e começar a viver por conta própria. A maturidade sexual é atingida com 4 ou 7 anos, aproximadamente, para ambos os sexos, com base em estudos feitos com animais em cativeiro.
- Commons
- Commons
- Wikispecies